# Champions League de la OFC 2010-11
A la Lliga de Campions de la OFC 2010-11 hi participaren 8 equips de 7 països diferents: Nova Zelanda, Papua Nova Guinea, Fidji, Nova Caledònia, Salomó, Polinèsia Francesa i Vanuatu. Els equips es dividiran en dos grups de quatre equips cadascun, jugant partits d'anada i tornada.
Els guanyadors de cada grup jugaran la final del torneig, i el guanyador jugarà el Campionat del Món de Clubs de futbol 2011 representant a Oceania.

## Fase de Grups

### Grup A
| Equip         | PJ | PG | PE | PP | GF | GC | Dif | Punts |
| ------------- | -- | -- | -- | -- | -- | -- | --- | ----- |
| Amicale FC    | 6  | 3  | 1  | 2  | 12 | 7  | +5  | 10    |
| Koloale FC    | 6  | 3  | 0  | 3  | 10 | 10 | +0  | 9     |
| Lautoka FC    | 6  | 2  | 2  | 2  | 6  | 13 | -7  | 8     |
| Hekari Souths | 6  | 1  | 1  | 3  | 10 | 8  | +2  | 6     |

### Grup B
| Equip            | PJ | PG | PE | PP | GF | GC | Dif | Punts |
| ---------------- | -- | -- | -- | -- | -- | -- | --- | ----- |
| Auckland City FC | 6  | 4  | 2  | 0  | 12 | 2  | +10 | 14    |
| Waitakere United | 6  | 2  | 2  | 2  | 8  | 8  | +0  | 8     |
| AS Magenta       | 6  | 2  | 1  | 3  | 6  | 7  | -1  | 7     |
| AS Tefana        | 6  | 1  | 1  | 4  | 5  | 14 | -9  | 4     |

## Final
2 i 17 d'abril de 2011.
| Partit | Equip 1    | Resultat global | Equip 2          | Resultat anada | Resultat tornada |
| ------ | ---------- | --------------- | ---------------- | -------------- | ---------------- |
| F      | Amicale FC | 1:6             | Auckland City FC | 1:2            | 0:4              |